# Библиотекарь 3: Проклятие иудовой чаши
«Библиотекарь 3: Проклятие иудовой чаши» (англ. The Librarian: Curse of the Judas Chalice; также известен как «Библиотекарь 3: Проклятие чаши Иуды») — приключенческий фильм, третий из цикла фильмов «Библиотекарь». Ноа Уайли играет библиотекаря, охраняющего тайную коллекцию артефактов. Фильм является продолжением фильмов «Библиотекарь: В поисках копья судьбы» (2004) и «Библиотекарь 2: Возвращение в Копи Царя Соломона» (2006).

## Сюжет
Флинн Карсен путешествует на аукцион в Англии, чтобы приобрести бесценную вазу династии Мин от лица Библиотеки. Во время аукциона он ненароком не только приобретает вазу за умопомрачительную сумму (1 миллион фунтов стерлингов), но и спорит со своей подругой по телефону. Выписав чек за вазу, Флинн тут же её разбивает, обнаруживая внутри Философский камень — мощнейший трансмутационный артефакт в истории, известный тем, что может мгновенно обратить любой предмет в золото. Конкурент Флинна и его охранник нападают на Флинна, пытаясь заполучить камень. Победив противника, Флинн бежит обратно в гостиницу, надеясь наладить отношения с подругой, но узнаёт, что она уже уехала в аэропорт, решив оборвать отношения.
Тем временем в Карпатах группа бывших кэгэбэшников под предводительством Сергея Кубычка, испытывая ностальгию по «старым-добрым советским временам», планирует воскресить известного вампира Влада Дракулу, чтобы создать армию неуязвимых неживых солдат. Выкрав его труп из склепа, им остаётся лишь найти и заполучить мистический артефакт под названием Чаша Иуды, который позволит им воскресить его и управлять им. Они направляются в Будапешт и похищают профессора Лазло — гениального историка, помешанного на вампирском фольклоре, который провёл долгие годы в поисках чаши. С помощью древних французских свитков профессор Лазло узнаёт об улике, указывающей на местонахождение чаши в Новом Орлеане.
Вернувшись в Нью-Йорк, Флинн задумывается о двуликости своей жизни. С одной стороны, ему нравится работать на Библиотеку, а с другой — он начинает ассоциировать каждой найденное историческое сокровище с личной жертвой. Считая, что его личная жизнь и психика сильно пострадали, друзья Флинна: Джадсон, Шарлин и Экскалибур (живой меч короля Артура и тренер Флинна по фехтованию), предлагают Флинну взять бессрочный отпуск, пока он не будет готов вернуться на работу.
Шарлин убеждает Флинна поехать в путешествие для отдыха. Измученный загадочными снами Флинн решает поехать в Новый Орлеан и тут же обнаруживает, что попал прямо в центр заговора. Придя в ночной клуб (бывшая церковь), он встречает прекрасную певицу Симону Ренуа, которая признаётся, что именно она взывала к нему в его снах, зная, что он является Библиотекарем. Симона также раскрывает, что она является хранительницей первого маркера. Обследовав его, на Флинна и Симону нападают люди Кубычка. Едва сбежав от них, Флинн и Симона гуляют по городу, и между ними завязываются романтические отношения.
На следующее утро Флинн заходит в местную парикмахерскую, чтобы побриться, и обнаруживает там Джадсона, который рассказывает ему о разворачивающемся заговоре и о чаше. Оказывается, Чаша Иуды является кощунственной вампирской версией Святого Грааля, отлитой из 30 серебреников, заплаченных Иуде за предательство Христа. Также, Джадсон даёт Флинну ценную информацию о слабостях вампиров: они испытывают отвращение к серебру, и их можно убить лишь с помощью осинового кола в сердце (так как Иуда повесился на осине).
Обретя новую цель, Флинн разгадывает улики из первого маркера, которые направляют его в склеп Марии Лаво — «королевы вуду» Нового Орлеана, и обнаруживает там второй маркер, после чего его тут же хватают люди Кубычка. Кубычек допрашивает его, пытаясь узнать всё, что Флинн знает о маркере. Флинн отказывается раскрывать свои карты, утверждая, что Кубычек нуждается в нём для разгадки дальнейших улик. Тогда Кубычек представляет Флинну профессора Лазло. Люди Кубычка отравляют Флинна дурманом, чтобы его смерть не выглядела как убийство. Прежде чем яд срабатывает, Флинн выпутывается из верёвок (цитируя книгу Гарри Гудини) и пытается вызволить профессора Лазло. Им обоим удаётся разгадать улики второго маркера, но профессор уговаривает Флинна бежать одному.
Флинн убегает от преследователей по улицам Нового Орлеана, пока не попадает в тупик. Он медленно теряет сознание от яда, но его спасает Симона, которая появляется и мистически нападает на людей Кубычка, превращаясь в туман и используя нечеловеческую силу. Но одному всё же удаётся застрелить её в грудь из дробовика. Флинну удаётся бежать вместе с телом Симоны с помощью газопровода и зажигалки. Пока Флинн оплакивает Симону, она внезапно встаёт. Флинн падает в обморок.
Очнувшись, Флинн обнаруживает себя в доме Симоны. Она раскрывает, что является вампиршей, родившейся в 1603 году и обращённой в возрасте 24 лет. Душа Симоны не может упокоиться, пока она не найдёт и не уничтожит вампира, который её обратил, после чего она сможет спокойно умереть. Уже несколько веков Симона добровольно охраняет чашу Иуды от сил зла. Оба решают во что бы то ни стало найти чашу до Кубычка.
На следующий день Флинн и Симона путешествуют к местонахождению чаши — это старый пиратский корабль, когда-то принадлежавший Жану Лафиту. Когда они обнаруживают чашу в трюме корабля, на них опять нападают люди Кубычка вместе с Лазло. Забрав чашу, Кубычек уходит, оставляя голодную Симону взаперти с Флинном. Флинну удаётся выбить одну из дверей с помощью корабельной пушки. Затем Симона забирает лодку и оставляет Флинна, чтобы самой найти Кубычка. Флинну всё же удаётся добраться до материка.
Флинн и Симона одновременно добираются до укрытия Кубычка и опять попадают в плен. Кубычек проводит церемонию возрождения Дракулы, но ничего особенного не происходит. Тем временем Лазло хватает чашу и выпивает из неё. Почти мгновенно он становится сильнее и здоровее. Лазло раскрывает, что он и есть Дракула, а тело в склепе — всего лишь крестьянин. Симона же узнаёт в Дракуле того, кто её обратил. Дракуле нужна была чаша, чтобы излечиться от холеры, которой когда-то заразился. Кроме того, во время поисков чаши он постепенно обращал в вампиров людей Кубычка, которого он и самого тут же обращает.
Оставшиеся люди Кубычка, Флинн и Симона начинают бороться с вампирами. После гибели всех кэгэбэшников (людей и вампиров) в бою остаются лишь Симона, Флинн и Дракула. Флинн ненароком обнаруживает растущую неподалёку осину и обманом заставляет самонадеянного вампира напороться на обломленную ветку этого дерева. После смерти Дракулы Симона наконец готова умереть и просит Флинна помочь ей посмотреть на последний рассвет. Она рассыпается в пыль на глазах у Флинна, и её уносит ветер.
Хотя он всё ещё горюет о Симоне, Флинн принимает близко к сердцу её слова о том, что для жизни нужно иметь цель и страсть. Он возвращается в Библиотеку, чтобы продолжить работу. Флинн дарит Шарлин первый маркер, на котором написано «следуй за своими мечтами», и извиняется за своё раннее поведение. Затем он разговаривает с Джадсоном о роли Библиотеки в извечной борьбе добра со злом и решает принять участие в этой борьбе.

## В ролях
- Ноа Уайли — Флинн Карсен
- Боб Ньюхарт — Джадсон
- Джейн Куртин — Шарлин
- Стана Катич — Симона Ренуа
- Брюс Дэвисон — профессор Лазло / Влад Дракула
- Дикран Тулейн — Сергей Кубычек
- Джейсон Дуглас — Иван
- Стивен Дэвид Калхун — Николай